# ژان-کلود بریالی
ژان-کلود بریالی (فرانسوی: Jean-Claude Brialy‎؛ ۳۰ مارس ۱۹۳۳ – ۳۰ مهٔ ۲۰۰۷) یک هنرپیشه و کارگردان اهل فرانسه بود. به دلیل عضویت پدرش در ارتش فرانسه و حضور وی در الجزایر او در الجزایر متولد شد و در سال ۱۹۴۲ در حالی که ۹ سال داشت به همراه خانواده به فرانسه بازگشت.

## فیلم‌شناسی
از فیلم‌ها یا برنامه‌های تلویزیونی که وی در آن نقش داشته‌است، می‌توان به کاترین و شرکا، چهارصد ضربه، شبح آزادی، آن شب در وارن، مسابقه ناعادلانه، زن زن است، هیولا، دایره عشق، قدیمی‌ترین حرفه، یکی و دیگری و تربیت احساساتی اشاره کرد.

## جوایز
وی برنده جوایزی همچون لژیون دونور شده‌است.
بریالی جایزه سزار بهترین بازیگر نقش مکمل مرد را در سال ۱۹۸۷ برای بازی در فیلم بیگانگان کسب کرد.